# 남예지
남예지(1981년 7월 19일 ~ )는 대한민국의 가수이다.

## 학력
- 서울중대초등학교 (졸업)
- 일신여자중학교 (졸업)
- 정신여자고등학교 (졸업)
- 중앙대학교 심리학과 (문학사) (졸업)
- 중앙대학교 예술대학원 공연영상학과 실용음악전공 (예술학석사) (졸업)
- 고려대학교 일반대학원 응용언어문화학협동과정 문화콘텐츠학 (문학박사) (졸업)

## 앨범
- - 남예지 정규 1집 앨범 <Am I Blue>
  - 남예지 정규 2집 앨범 <Terra Incognita>
  - 남예지 정규 3집 앨범 <인형의 집으로 오세요>
  - 남예지 정규 4집 앨범 <오래된 노래, 틈>
  - 프로젝트 그룹 메리고라운드 1집 앨범 <Our Song>
  - Nouveau Son (누보송) <The Times Forgotten(춘천가는 기차)>
  - Nouveau Deux (누보두) <It was You(어느새)>
  - 힙합그룹 키네틱 플로우 싱글 <Delicious Day> 中  <Sugar Rain (Feat. 남예지)>, <사랑... 그 시작은 늘 아름답다. (Feat. 남예지)>
  - 힙합그룹 키네틱 플로우 싱글 <One Day> 中 <Sad Number(With.남예지)>
  - 힙합프로듀서 Loptimist 앨범 <Lilac> 中 <Love Is Over(Feat.Paloalto, Dead'P, 남예지)>
  - 힙합프로듀서 Loptimist 싱글 <아르페오(Feat.남예지, Carmine Loanna)>
  - MC스나이퍼 미니앨범 <B-Kite 2> 中 <Lost Star>
  - 그 외 다수 앨범 참여

## 수상
- 2001년 Mnet Idream 가요제 R&B 부문 대상
- 2015년 중앙대학교 예술대학원 학위수여식 공로상
- 2025년 제22회 한국대중음악상 최우수 재즈보컬 음반상 수상